# Voto por orden de preferencia
Voto por orden de preferencia, también llamado voto ranqueado (ranked voting en inglés), o voto preferencial es un sistema de votación en el que los votantes ordenan o ranquean a sus candidatos u opciones en una secuencia 1.º, 2.º, 3.º, etc., de mayor a menor preferencia, en vez de simplemente votar por uno. Esto permite, entre otros, ejecutar una segunda vuelta instantánea, y según algunos, reducir la polarización política.
Diversos sistemas electorales usan voto por orden de preferencia, empleando luego diferentes sistemas de conteo y desempate para seleccionar al ganador. Hay variación entre diferentes sistemas de voto por orden de preferencia ya que, en algunos, los oficiales requieren votantes secuencien a un número mínimo de candidatos, a veces a todos; en otros, los ciudadanos pueden secuenciar un número arbitrario de candidatos.
El voto por orden de preferencia es utilizado en elecciones nacionales de Australia, Irlanda, el Reino Unido (Parlamentos escoceses y galeses), los estados de Maine y Alaska en Estados Unidos. Es también utilizado en Malta, Eslovenia, y Nauru. Es también utilizado para algunas elecciones locales en Nueva Zelanda, y algunas ubicaciones en los Estados Unidos.

## Historia
La primera referencia conocida sobre voto por orden de preferencia se encuentra en las escrituras de Ramon Llull al final del siglo XIII. Su significado no es siempre claro. Se cree que Llull apoyaba un método similar al método Copeland, desarrollado siglos después, que utiliza una secuencia de elecciones uno contra uno, y no papeletas de voto por orden de preferencia.
En el siglo XV temprano, las escrituras de Llull llamaron la atención de Nicolás de Cusa. Aun así, de Cusa parece poco influenciado por ellas, e independientemente desarrolló lo que ahora se llama la cuenta de Borda. Este método utiliza papeletas ranqueadas. Las escrituras de Llull y de Cusa luego desaparecieron, para ser redescubiertas en el siglo XX.
El estudio moderno de la votación por orden de preferencia inició cuándo Jean-Charles de Borda publicó un escrito en 1781 en el cual defendió el método ahora asociado con su nombre. Este método fue criticado por el Marqués de Condorcet, quien desarrolló su propio método para reconocer una preferencia colectiva, el método de Condorcet. Creía que el método de Borda no siempre identifica correctamente la preferencia de un grupo. Aun así, el ejemplo que Condorcet ingenió para argumentar esto sigue siendo polémico. Véase Comparación de sistemas electorales.
El interés por el tema revivió en el siglo XIX cuándo el danés Carl Andræ desarrolló el Voto único transferible (STV).  Su país, Dinamarca, adoptó el sistema STV en 1855. Thomas Hare también reinventó el STV en el Reino Unido en 1857. William Robert Ware propuso una variante de ganador único IRV del STV  (Instante Runoff) alrededor de 1870. Ware puede no haber sido consciente que Condorcet si lo había mencionado anteriormente, pero sólo para condenarlo.
El modelamiento teórico de procesos electorales comenzó con un estudio de Duncan Black en 1948, el cual fue seguido por el trabajo de Kenneth Arrow sobre la consistencia de criterios de votación. El tema ha recibido atención académica desde ese momento, bajo la rúbrica de teoría de elección social, generalmente incorporado bajo los estudios de economía.

## Aspectos teóricos del voto por orden de preferencia
El Marqués de Condorcet desarrolló en el siglo XVII métodos todavía fundamentales para muchos sistemas de voto por orden de preferencia, expandiendo el método Condorcet antiguo que Ramon Llull desarrolló en 1299. Nótese que, sin embargo, existen métodos de votación por orden de preferencia válidos, a pesar de que no satisfacen estos criterios que Condorcet definió. 

### El criterio de Condorcet
Según el criterio de Condorcet, si hay un candidato a quien los votantes prefieren por encima de todos los demás, dado que gana la mayoría de los votos en todas las posibles contiendas uno contra uno frente a sus contrincantes, este candidato se llama el ganador Condorcet. No es necesario realizar elecciones uno contra uno separadas, ya que la preferencia de los votantes entre cualquier par de candidatos se puede determinar por el orden de preferencia en las balotas. Cualquier método de voto que siempre elige al ganador Condorcet, si existe, se denomina consistente Condorcet, o que satisface el criterio Condorcet. Los métodos con esta propiedad se conocen como métodos Condorcet.    
Sin embargo, hay casos esporádicos en los que es imposible conseguir un ganador Condorcet, lo que se denomina un ciclo Condorcet o paradoja de Condorcet. Por ejemplo, suponga que hay tres candidatos, A, B, y C, y 30 votantes votan en orden de preferencia de tal forma que 10 votan C-B-A, 10 votan B-A-C, y 10 votan A-C-B. En este caso, todos los candidatos son derrotados en una contienda uno contra uno por al menos otro candidato. Por esta razón, no hay ganador Condorcet.
Es importante anotar que no todos los sistemas de voto por orden de preferencia con ganador único son métodos Condorcet. Por ejemplo, la segunda vuelta instantánea y la cuenta de Borda no son métodos Condorcet. No obstante, se ha probado que, para sociedades numerosas, los métodos de Borda y Condorcet casi siempre llevan al mismo resultado. Esta conjetura, llamada conjetura Bernard Grofman citada por Peyton Young, fue probada por Andranik Tangian en 2000 y 2020.

### Modelos espaciales

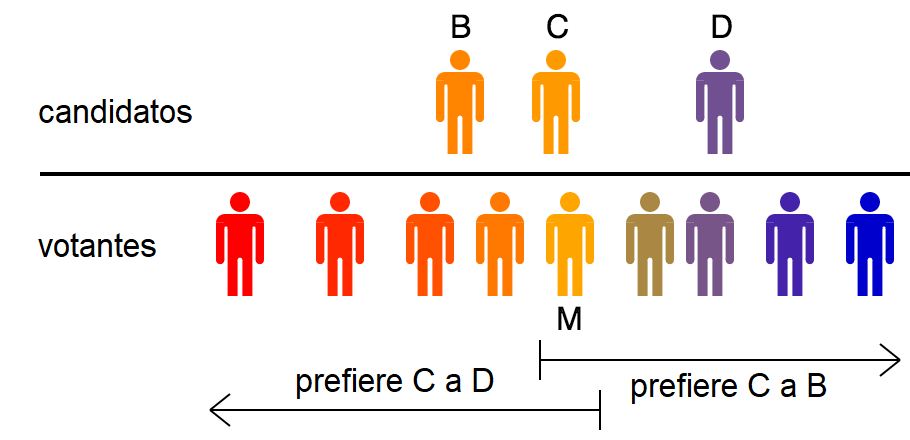
El candidato C es el más cercano al votante mediano M.

Un modelo espacial es una representación del proceso electoral desarrollado por Duncan Black y extendido por Anthony Downs. En estos modelos, se asume que cada votante y cada candidato ocupa un lugar en un espacio de opinión de una o más dimensiones, y se asume que los votantes prefieren a un candidato más cercano en vez de a uno más lejano. Un espectro político es un modelo espacial simple de una (e.g. izquierda-derecha) o dos dimensiones (e.g. izquierda-derecha, autoritario-democrático).
Los modelos espaciales son importantes porque son una forma natural de visualizar las opiniones de los votantes. Llevan al importante teorema del votante mediano de Black. Este teorema afirma que, para una amplia clase de modelos espaciales, está garantizada la existencia de un ganador Condorcet que a su vez es el candidato más cercano a la mediana de la distribución de votos. 

### Otros teoremas
El teorema de la imposibilidad de Arrow es más pesimista con respecto al voto ranqueado. Mientras el teorema del votante mediano nos dice que es fácil desarrollar un método de votación que funciona perfectamente en conjuntos de preferencias de los votantes, el teorema de Arrow nos dice que es imposible desarrollar una técnica que funcione perfectamente en todos los casos.

## Métodos de conteo de votos por orden de preferencia

### Cuenta de Borda
La cuenta de Borda o recuento Borda[cita requerida] es un proceso electoral propuesto por el matemático francés Jean-Charles de Borda en 1770. En la cuenta de Borda, cada papeleta asigna un puntaje a cada candidato, dependiendo de la posición que tengan en el orden de preferencias de esa papeleta i.e. mientras más preferente, más puntos. Por ejemplo, si hay un número m de candidatos, el primer candidato en el orden recibe m-1 puntos, el segundo m-2 puntos, así sucesivamente hasta que el último candidato en el orden recibe cero puntos. Cada papeleta genera un puntaje, y luego todos estos son sumados para obtener los puntajes finales de cada candidato. 
La cuenta de Borda y otros sistemas de votación que entregan puntos de esta manera pero usando fórmulas diferentes se denominan sistemas posicionales. Cuando el vector de puntajes (m-1, m-2,...,0) corresponde a (1,1⁄2,1⁄3,...,1/m) esto define el sistema Downdall, y cuando corresponde a (1,0,...,0) eso define al sistema first-past-the-post.

### Segunda vuelta instantánea
La segunda vuelta instantánea (en inglés Instant-runoff voting o sus siglas IRV), es un método de conteo de votos y desempate que sirve para elegir a un único ganador por mayoría absoluta cuando hay dos o más posibles candidatos. Se aplica a los sistemas de votación por orden de preferencia, en los cuales los votantes no se limitan a marcar un solo candidato en la papeleta, sino que pueden ordenar a varios candidatos de acuerdo con sus preferencias, de más preferido a menos preferido (numerándolos 1, 2, 3,... tal y como puede verse en la imagen de la derecha).
Al realizarse el escrutinio, inicialmente se cuentan solo las primeras preferencias de los votantes. Si un candidato obtiene entonces más de la mitad de los votos (es decir, mayoría absoluta), ese candidato es proclamado vencedor. Pero, si por el contrario ningún candidato ha obtenido mayoría absoluta, se produce entonces la segunda vuelta instantánea: se elimina al candidato con menos apoyos y se recuentan sus votos, pero asignándose ahora a las segundas preferencias marcadas en esas papeletas. Este proceso se repite hasta que un candidato gane obteniendo la mayoría absoluta de los votos.
El término segunda vuelta instantánea se usa porque este método se asemeja en cierta medida al sistema electoral de doble vuelta (empleado por ejemplo en las elecciones presidenciales de Francia). La diferencia significativa entre ambos sistemas es que en la segunda vuelta instantánea los electores únicamente tienen que votar una vez, mientras que en la doble vuelta los electores son convocados a las urnas en dos fechas sucesivas.

### Voto único transferible
El voto único transferible (VUT, a veces abreviado como STV, por el inglés single transferable vote) es un sistema de voto por orden de preferencia basado en la representación proporcional. Bajo el VUT, el voto de un elector se le asigna inicialmente a su candidato favorito, y si el candidato hubiera sido ya elegido o eliminado, todos los votos sobrantes se transfieren según las siguientes preferencias seleccionadas por el votante. Cuando se usa VUT para elecciones con ganador único, es equivalente a la segunda vuelta instantánea.
El sistema minimiza el efecto del voto útil (dado que los votantes pierden el miedo de votar a un candidato que pueda no tener opciones), mantiene mejor que otros sistemas la proporción entre representantes y votantes (porque los votos no se pierden si van inicialmente a candidatos menos relevantes), y permite votos explícitos a candidatos individuales en vez de a una lista electoral cerrada (orientando las campañas electorales a los votantes, y dejando de ser un elemento crítico la elaboración interna de una lista). Esto rompe con las dinámicas de otros sistemas electorales más extendidos, como el voto aprobatorio o el escrutinio mayoritario uninominal, donde el voto útil es tan crítico que, como mecanismo de defensa, los grupos de votantes se ven obligados a pactar listas cerradas previas al día de la votación para evitar que se dispersen los votos a candidatos con más opciones.

### Método Minimax
En sistemas de votación, el método Minimax Condorcet (llamado usualmente "método Minimax") es otro método Condorcet para tabular votos y determinar al ganador cuando se usa voto por orden de preferencia en una elección de ganador único. Se denomina también método Simpson–Kramer, o método de reversas sucesivas.
Minimax selecciona como ganador al candidato cuya máxima derrota en pares es menor que la máxima derrota en pares de cualquier otro candidato; en otras palabras, "el único candidato cuyo apoyo nunca baja de [X] por ciento" en cualquier enfrentamiento de pares.

### Método de Llull / Método de Copeland
El método de Copeland, llamado también Método de Llull, asigna a cada candidato un puntaje derivado de los resultados del método Minimax. El puntaje es simplemente el número de resultados favorables en la fila del candidato i.e. el número de candidatos sobre los cuales el candidato particular es preferido por la mayoría de votantes. El candidato con el mayor puntaje gana.
Este método es claro y es consistente Condorcet, pero para patrones específicos de preferencias de los votantes (con cuando no hay ganador Condorcet), dará un empate no importa que tan grande sea el electorado. Sus proponentes, por esto, generalmente recomiendan su uso conjunto con un método de desempate. Las reglas de desempate que sirve para este propósito incluyen minimax, IRV y la cuenta de Borda, la última de las cuales resulta en el método Dasgupta-Maskin.

### Otros métodos
- Un ciclo completo Condorcet elige al ganador Condorcet si existe uno, y si no, recae sobre un método de desempate. Si se usa la cuenta de Borda, se optiene el método de Black. Si se usa IRV, se optiene el método Condorcet-Hare de Tideman.[19]
- Los métodos Baldwin y Nanson usan reglas de eliminación más complicadas basadas en la cuenta de Borda. Son consistentes Condorcet.
- El método Bucklin extiste en algunas variantes, algunas de las cuales son consistentes Condorcet.
- El método Coombs es una modificación simple del IRV. El candidato eliminado en cada ronda tiene la mayoría de los últimos lugares, en vez de la minoría de los primeros lugares de preferencia. El método de Coomb no es consistente Condorcet, pero satisface el teorema del votante mediano.[20] Tiene la desventaja de que se basa principalmente en las últimas preferencias de los votantes, las cuales podrían ser elegidas con menos cuidado que las primeras preferencias.
- El método Dodgon es famoso principalmente por haber sido inventado por Lewis Carroll. Es consistente Condorcet pero complejo computacionalmente.
- El método Kemeny-Young es complejo pero consistente Condorcet.

- El método Smith reduce el conjunto de candidatos a un conjunto de Smit, el cual tiene un solo elemento en caso de que haya un ganador Condorcet, y si no, es usualmente más pequeño que el conjunto original de candidatos. Usualmente se usa en conjunción con un desempate, siendo los más comunes IRV y minimax.[21] Es computacionalmente simple pero no es intuitivo para la mayoría de votantes.
- El método de pares ranqueados, el método Schulze y el método de ciclo medio[22] son métodos consistentes Condorcet de complejidad computacional média, basados en analizat la estructura de ciclo de las balotas.
- El voto cardinal es uno donde los candidatos son calificados independientement, en vez de ser ranqueados secuencialmente como lo establece el voto por orden de preferencia.[23]
- El voto contingente es una versión de 2 rondas de IRV, y el voto suplementario es una forma restringida del voto contingente.
- La regla de aprobaciones expansivas

## Comparación de métodos de voto por orden de preferencia

### Desventajas del voto por orden de preferencia
Aunque el voto ranqueado permite a los votantes elegir candidatos que mejor reflejan sus preferencias, su desventaja es que son más complicados que los procesos first-past-the-post. Así mismo, el proceso de cuenta de votos, si se hace manualmente, es mucho más complicado y demorado.
Un aspecto relacionado con la privacidad es que, cuando hay un número elevado de candidatos - lo cual es bastante común en elecciones por orden de preferencia - es posible que muchos patrones de votación en las balotas sean únicos para votantes individuales. Esto puede llevar a que votantes individuales sean identificados, o se identifiquen a sí mismos, en un contexto de corrupción o intimidación, debilitando el secreto del voto. Para ilustrar esto, en la elección general en Irlanda en 2022, los votos electrónicos fueron publicados por la región de Dublín Norte. En esta elección, había 12 candidatos y casi 44,000 votos. El patrón de votación más común - por tres candidatos de un partido en un orden particular - fue elegido por solo 800 votantes. En contraste, más de 16,000 patrones de votación fueron elegidos por solo un votante cada uno.